# Nati nel 1978/Agosto
| Questa pagina contiene informazioni ricavate automaticamente dalle voci biografiche con l'ausilio del template Bio e di un bot. L'aggiornamento è periodico e automatico e ricostruisce completamente la pagina. Se manca una persona in questa lista, sei pregato di non aggiungerla, ma accertati piuttosto che la sua voce biografica contenga il template Bio e che i dati anagrafici siano correttamente compilati. Se il template Bio manca, inseriscilo tu stesso o, in alternativa, metti l'avviso {{tmp\|Bio}} che ne segnala la mancanza. Se i dati riportati sono sbagliati, correggi direttamente la voce biografica; le modifiche saranno visibili in questa lista entro pochi giorni. Per chiarimenti vedi il progetto biografie. La lista contiene solo le 369 persone che sono citate nell'enciclopedia e per le quali è stato implementato correttamente il template Bio. Pagina aggiornata al 10 ago 2025. |

- 1º agosto - Witaliý Alikperow, ex calciatore turkmeno
- 1º agosto - Gaby Amarantos, cantante, compositrice e conduttrice televisiva brasiliana
- 1º agosto - Franck Atsou, ex calciatore togolese
- 1º agosto - Daryl Clare, ex calciatore irlandese
- 1º agosto - Mattia Dolcetto, ex rugbista a 15 e allenatore di rugby a 15 italiano
- 1º agosto - Oliver Dowden, politico britannico
- 1º agosto - Asaf Epstein, regista, sceneggiatore e produttore cinematografico israeliano
- 1º agosto - Björn Ferry, ex biatleta svedese
- 1º agosto - Diego Giustozzi, ex giocatore di calcio a 5 e allenatore di calcio a 5 argentino
- 1º agosto - Dhani Harrison, cantante e polistrumentista britannico
- 1º agosto - Chris Iwelumo, ex calciatore nigeriano
- 1º agosto - Edgerrin James, ex giocatore di football americano statunitense
- 1º agosto - Moïse Kandé, ex calciatore mauritano
- 1º agosto - Rafael Pires Vieira, ex calciatore brasiliano
- 1º agosto - Roberto Plano, pianista italiano
- 1º agosto - Lauren Schmidt Hissrich, sceneggiatrice e produttrice televisiva statunitense
- 1º agosto - Elvis Scott, ex calciatore honduregno
- 1º agosto - Alessandro Spanakis, allenatore di pallavolo e ex pallavolista italiano
- 1º agosto - Zhang Cheng, ex cestista cinese
- 2 agosto - Maccio Capatonda, comico, attore e sceneggiatore italiano
- 2 agosto - Seimata Chilia, ex calciatore vanuatuano
- 2 agosto - Goran Gavrančić, ex calciatore serbo
- 2 agosto - Deividas Šemberas, ex calciatore lituano
- 3 agosto - Patrice Abanda, ex calciatore camerunese
- 3 agosto - Soraya Abdullah, attrice indonesiana († 2021)
- 3 agosto - Rati Aleksidze, ex calciatore georgiano
- 3 agosto - Roberto Bagalini, ex arbitro di calcio italiano
- 3 agosto - Collin Benjamin, allenatore di calcio e ex calciatore namibiano
- 3 agosto - Daniel Benmayor, regista e sceneggiatore spagnolo
- 3 agosto - Ellery Cairo, ex calciatore olandese
- 3 agosto - Tommy Dewey, attore e produttore televisivo statunitense
- 3 agosto - Luciano Ray Djim, ex calciatore centrafricano
- 3 agosto - Johnny Eduardo, artista marziale misto brasiliano
- 3 agosto - Alessandro Fabbri, sceneggiatore e scrittore italiano
- 3 agosto - Claudia Galli, attrice e doppiatrice svedese
- 3 agosto - Juan Carlos Higuero, ex mezzofondista spagnolo
- 3 agosto - Leslie Holligan, calciatore guyanese († 2007)
- 3 agosto - Justin Kelly, regista e sceneggiatore statunitense
- 3 agosto - Abisai Shiningayamwe, ex calciatore namibiano
- 3 agosto - Dan Tudin, allenatore di hockey su ghiaccio, dirigente sportivo e ex hockeista su ghiaccio canadese
- 3 agosto - Diego Zardini, politico italiano
- 4 agosto - Marco Bocci, attore e scrittore italiano
- 4 agosto - Kurt Busch, pilota automobilistico statunitense
- 4 agosto - Mick Cain, attore statunitense
- 4 agosto - Alessandro Di Battista, politico, opinionista e scrittore italiano
- 4 agosto - Ljubica Drljača, ex cestista e allenatrice di pallacanestro serba
- 4 agosto - Ibán Espadas, ex calciatore spagnolo
- 4 agosto - Satoshi Hino, doppiatore giapponese
- 4 agosto - Marcello Polastri, speleologo e saggista italiano
- 4 agosto - JD Samson, musicista, disc jockey e cantante statunitense
- 4 agosto - Ricardo Serrano, ex ciclista su strada spagnolo
- 4 agosto - Juan Ignacio Werner, ex giocatore di calcio a 5 spagnolo
- 5 agosto - Will Allen, ex giocatore di football americano statunitense
- 5 agosto - Cosmin Bărcăuan, ex calciatore rumeno
- 5 agosto - Bryan Bracey, ex cestista statunitense
- 5 agosto - Michael Bridges, ex calciatore inglese
- 5 agosto - Lorrie Fair, ex calciatrice statunitense
- 5 agosto - Rita Faltoyano, ex attrice pornografica ungherese
- 5 agosto - Kim Gevaert, ex velocista belga
- 5 agosto - Franco Ianeselli, politico e sindacalista italiano
- 5 agosto - Harel Levy, allenatore di tennis e ex tennista israeliano
- 5 agosto - Hanatou Ouelgo, judoka burkinabé
- 5 agosto - Paula Poblete, politica e economista cilena
- 5 agosto - Patricia Wartusch, ex tennista austriaca
- 5 agosto - Zhang Xiaorui, dirigente sportivo, allenatore di calcio e ex calciatore cinese
- 6 agosto - Mohamed Al-Daradji, regista iracheno
- 6 agosto - Darko Božović, ex calciatore montenegrino
- 6 agosto - Davide Frattini, ex ciclista su strada e ciclocrossista italiano
- 6 agosto - Rotson Kilambe, ex calciatore zambiano
- 6 agosto - Francesca Martinez, attrice, scrittrice e attivista britannica
- 6 agosto - Marisa Miller, supermodella statunitense
- 6 agosto - Reinaldo Pineda, ex calciatore honduregno
- 6 agosto - Freeway, rapper statunitense
- 6 agosto - Aruna Shields, attrice britannica
- 6 agosto - Jessica Steck, ex tennista sudafricana
- 6 agosto - Mirko Teodorović, ex calciatore serbo
- 6 agosto - Rolando Zárate, ex calciatore argentino
- 7 agosto - Alexandre Aja, regista, sceneggiatore e produttore cinematografico francese
- 7 agosto - Sergio Bonaldi, ex biatleta e fondista italiano
- 7 agosto - Giovanni Filocamo, scrittore, fisico e divulgatore scientifico italiano († 2020)
- 7 agosto - Michael Holt, giocatore di snooker inglese
- 7 agosto - Błażej Korczyński, allenatore di calcio a 5 e ex giocatore di calcio a 5 polacco
- 7 agosto - Cirroc Lofton, attore statunitense
- 7 agosto - Diego Mateo, ex calciatore argentino
- 7 agosto - Mark McCammon, ex calciatore barbadiano
- 7 agosto - Linsey Dawn McKenzie, ex attrice pornografica britannica
- 7 agosto - Jennifer Russell, ex tennista statunitense
- 7 agosto - Shan Ying, ex nuotatrice cinese
- 7 agosto - Chiara Stefanazzi, ex ginnasta italiana
- 7 agosto - Alex Timbers, drammaturgo, regista e sceneggiatore statunitense
- 7 agosto - Vanness Wu, cantante e attore taiwanese
- 8 agosto - Alexander Bugera, ex calciatore tedesco
- 8 agosto - Natasha De Troyer, ex sciatrice alpina belga
- 8 agosto - František Dřížďal, ex calciatore ceco
- 8 agosto - Laura Esposto, conduttrice televisiva e ex modella italiana
- 8 agosto - Ștefan Gherghel, ex nuotatore rumeno
- 8 agosto - Natsuko Kuwatani, doppiatrice giapponese
- 8 agosto - Alan Maybury, allenatore di calcio e ex calciatore irlandese
- 8 agosto - Alexander Medina, allenatore di calcio e ex calciatore uruguaiano
- 8 agosto - Giuseppina Occhionero, avvocata e politica italiana
- 8 agosto - Brent Rahim, ex calciatore trinidadiano
- 8 agosto - Louis Saha, ex calciatore francese
- 8 agosto - Bark Seghiri, ex calciatore francese
- 8 agosto - Lawrence Sephaka, ex rugbista a 15, allenatore di rugby a 15 e dirigente d'azienda sudafricano
- 8 agosto - Massamasso Tchangai, calciatore togolese († 2010)
- 9 agosto - Adrian Ciantar, ex calciatore maltese
- 9 agosto - Daniela Denby-Ashe, attrice inglese
- 9 agosto - Johan Fano, ex calciatore peruviano
- 9 agosto - Toni Kallio, ex calciatore finlandese
- 9 agosto - Senan Kara, attrice turca
- 9 agosto - Le Maosheng, ex sollevatore cinese
- 9 agosto - Carrie Lorraine, attrice statunitense
- 9 agosto - G.G. Satō, ex giocatore di baseball giapponese
- 9 agosto - Wesley Sonck, allenatore di calcio e ex calciatore belga
- 9 agosto - Vančo Trajanov, ex calciatore macedone
- 10 agosto - Danny Allsopp, ex calciatore australiano
- 10 agosto - Marcus Fizer, ex cestista statunitense
- 10 agosto - Alison Folland, attrice statunitense
- 10 agosto - Katja Jossi, ex sciatrice alpina svizzera
- 10 agosto - Savvas Kamperidīs, allenatore di pallacanestro e ex cestista greco
- 10 agosto - Sergio Penzo, schermidore cileno
- 10 agosto - Chad Petree, cantante, compositore e chitarrista statunitense
- 10 agosto - Bart Wellens, dirigente sportivo, ex ciclocrossista e ciclista su strada belga
- 10 agosto - Engin Öztonga, ex calciatore turco
- 11 agosto - Tommy Caldwell, alpinista e arrampicatore statunitense
- 11 agosto - Lindsay, cantante belga
- 11 agosto - Sarah Grappin, attrice francese
- 11 agosto - Luca Iodice, allenatore di calcio e ex calciatore svizzero
- 11 agosto - Hannes Kaasik, arbitro di calcio estone
- 11 agosto - Ljubomir Kantonistov, ex calciatore russo
- 11 agosto - Leszek Laszkiewicz, ex hockeista su ghiaccio polacco
- 11 agosto - Kristen Pazik, modella statunitense
- 11 agosto - Abang Norsillmy Taha, ex calciatore bruneiano
- 11 agosto - Jermain Taylor, ex pugile statunitense
- 11 agosto - Gerhard Trampusch, ex ciclista su strada austriaco
- 12 agosto - Derrick Burgess, ex giocatore di football americano statunitense
- 12 agosto - Thōmas Makrīs, ex calciatore greco
- 12 agosto - Natalie Mendoza, attrice e cantante cinese
- 12 agosto - Chords, cantante e rapper svedese
- 12 agosto - Titilupe Fanetupouvava'u Tuita-Tupou Tu'ivakano, diplomatica tongana
- 12 agosto - Hayley Wickenheiser, ex hockeista su ghiaccio e giocatrice di softball canadese
- 13 agosto - Federico Baccomo, scrittore, sceneggiatore e autore televisivo italiano
- 13 agosto - Michael Bennett, ex giocatore di football americano statunitense
- 13 agosto - Booder, attore e comico marocchino
- 13 agosto - Dionisio Galparsoro, ex ciclista su strada spagnolo
- 13 agosto - Moussa Latoundji, allenatore di calcio e ex calciatore beninese
- 13 agosto - Dominique Mocka, calciatore francese
- 13 agosto - Benjani Mwaruwari, ex calciatore zimbabwese
- 13 agosto - Dwight Smith, ex giocatore di football americano statunitense
- 13 agosto - Ihor Snitko, ex nuotatore ucraino
- 13 agosto - Laisena Tuba, ex calciatore figiano
- 14 agosto - Pascal Delhommeau, ex calciatore francese
- 14 agosto - Marcel Fischer, ex schermidore svizzero
- 14 agosto - Petter Furuseth, calciatore norvegese
- 14 agosto - Orlando Huff, ex giocatore di football americano statunitense
- 14 agosto - Ivan Ilić, pianista statunitense
- 14 agosto - Frankie Ingrassia, attrice e regista statunitense
- 14 agosto - Radovan Krivokapić, allenatore di calcio e ex calciatore serbo
- 14 agosto - Anastasios Kyriakos, ex calciatore greco
- 14 agosto - El Muez Mahgoub Abdallah, ex calciatore sudanese
- 14 agosto - Brett McLean, allenatore di hockey su ghiaccio e ex hockeista su ghiaccio canadese
- 14 agosto - Missincat, cantautrice italiana
- 15 agosto - Paolo Coletta, compositore, regista e commediografo italiano
- 15 agosto - Nick Easter, rugbista a 15 e allenatore di rugby a 15 britannico
- 15 agosto - Jens Gaiser, ex combinatista nordico tedesco
- 15 agosto - Sander Gommans, chitarrista e cantante olandese
- 15 agosto - Giannīs Kalampokīs, allenatore di pallacanestro e ex cestista greco
- 15 agosto - Saliou Lassissi, ex calciatore ivoriano
- 15 agosto - Rodolfo Mantovani, attore, sceneggiatore e regista italiano
- 15 agosto - Lilija Podkopajeva, ex ginnasta ucraina
- 15 agosto - Adel Tawil, cantautore tedesco
- 15 agosto - Lluis Teixido Sala, ex hockeista su pista spagnolo
- 15 agosto - Stauros Tziōrtziopoulos, ex calciatore greco
- 15 agosto - Kerri Walsh, ex pallavolista e giocatrice di beach volley statunitense
- 15 agosto - Yoo Kyoung-youl, ex calciatore sudcoreano
- 16 agosto - Elina Danielyan, scacchista armena
- 16 agosto - Olivier Dussopt, politico francese
- 16 agosto - Manuela Friz, allenatrice di hockey su ghiaccio e ex hockeista su ghiaccio italiana
- 16 agosto - Fu Mingxia, ex tuffatrice cinese
- 16 agosto - Eddie Gill, ex cestista statunitense
- 16 agosto - Marco Innocenti, tiratore a volo italiano
- 16 agosto - Antimo Martino, allenatore di pallacanestro italiano
- 16 agosto - Carlo Missidenti, tecnico del suono italiano
- 16 agosto - Nessbeal, rapper francese
- 17 agosto - Mehdi Baala, mezzofondista francese
- 17 agosto - Alessandro Basso, politico italiano
- 17 agosto - Lorenzo Di Marcantonio, ex cestista italiano
- 17 agosto - Emanuele Federici, canottiere italiano
- 17 agosto - Jelena Karleuša, cantante serba
- 17 agosto - Sébastien Laffargue, pattinatore francese
- 17 agosto - Karena Lam, cantante e attrice cinese
- 17 agosto - Avril Phali, ex calciatore sudafricano
- 17 agosto - Kirsi Ranto, cantante finlandese
- 17 agosto - Michele Regolo, velista italiano
- 17 agosto - Roger Galera Flores, ex calciatore brasiliano
- 17 agosto - Joel Salvi, ex cestista statunitense
- 17 agosto - Vibeke Stene, cantante norvegese
- 17 agosto - Enrique de Lucas, ex calciatore spagnolo
- 17 agosto - Sagopa Kajmer, cantante e rapper turco
- 18 agosto - Sjarhej Leanidavič Cichanoŭski, attivista, blogger e politico bielorusso
- 18 agosto - Buddy Farah, ex calciatore australiano
- 18 agosto - Jonathan Guilmette, ex pattinatore di short track canadese
- 18 agosto - Sachiko Ishikawa, ex cestista e allenatrice di pallacanestro giapponese
- 18 agosto - Sean Dominic, attore statunitense
- 18 agosto - Sofiane Melliti, ex calciatore tunisino
- 18 agosto - Andy Samberg, comico e attore statunitense
- 18 agosto - Tony Sampson, doppiatore canadese
- 19 agosto - Luis von Ahn, informatico guatemalteco
- 19 agosto - Walter Baseggio, ex calciatore belga
- 19 agosto - Jens Boden, ex pattinatore di velocità su ghiaccio tedesco
- 19 agosto - Michelle Borth, attrice statunitense
- 19 agosto - David Boston, ex giocatore di football americano statunitense
- 19 agosto - Chris Capuano, ex giocatore di baseball statunitense
- 19 agosto - Jurgen Cavens, ex calciatore belga
- 19 agosto - Jordi Ferrón, ex calciatore spagnolo
- 19 agosto - Ivan Gvozdenović, allenatore di calcio e ex calciatore serbo
- 19 agosto - Jason Jones, cantante statunitense
- 19 agosto - Thomas Jones, ex giocatore di football americano e attore statunitense
- 19 agosto - Nika King, attrice e comica statunitense
- 19 agosto - Satomi Miki, ex cestista giapponese
- 19 agosto - François Modesto, dirigente sportivo e ex calciatore francese
- 19 agosto - Sébastien Tortelli, pilota motociclistico francese
- 20 agosto - Vinícius Bacaro, giocatore di calcio a 5 brasiliano
- 20 agosto - Noah Bean, attore statunitense
- 20 agosto - Mary Bridget Davies, attrice e cantante statunitense
- 20 agosto - Mark Leslie, ex calciatore beliziano
- 20 agosto - Alberto Martín, allenatore di tennis e ex tennista spagnolo
- 20 agosto - Emir Mkademi, ex calciatore tunisino
- 20 agosto - Jacek Popek, ex calciatore polacco
- 20 agosto - Krzysztof Roszyk, allenatore di pallacanestro e ex cestista polacco
- 20 agosto - Sitapha Savané, ex cestista senegalese
- 20 agosto - Gábor Vona, politico ungherese
- 21 agosto - Mikael Andersson, ex calciatore svedese
- 21 agosto - Jesús España, mezzofondista e maratoneta spagnolo
- 21 agosto - Christiane Filangieri, attrice e ex modella italiana
- 21 agosto - Chiara Gazzoli, ex calciatrice e ex giocatrice di calcio a 5 italiana
- 21 agosto - Kanika Kapoor, cantante indiana
- 21 agosto - Grégory Koenig, schermidore francese
- 21 agosto - Alan Desmond Lee, ex calciatore irlandese
- 21 agosto - Jason Marquis, giocatore di baseball statunitense
- 21 agosto - Roberto Mirri, allenatore di calcio e ex calciatore italiano
- 21 agosto - Ai Mitani, ex cestista giapponese
- 21 agosto - Stefano Poletti, regista e musicista italiano
- 21 agosto - Bhumika Chawla, attrice indiana
- 21 agosto - Pietro Sportillo, allenatore di calcio e ex calciatore italiano
- 21 agosto - Dejene Yirdaw, ex maratoneta etiope
- 22 agosto - James Corden, attore, conduttore televisivo e autore televisivo britannico
- 22 agosto - Malin Crépin, attrice svedese
- 22 agosto - Kutre Dulecha, ex mezzofondista e maratoneta etiope
- 22 agosto - Oscar Filho, comico, attore e scrittore brasiliano
- 22 agosto - Giannīs Gkagkaloudīs, cestista greco
- 22 agosto - Gerald Neil, ex calciatore giamaicano
- 22 agosto - Jeff Stinco, chitarrista canadese
- 22 agosto - Helen Tanger, canottiera olandese
- 23 agosto - Paolo Bert, fondista di corsa in montagna italiano
- 23 agosto - Aleksej Bondarenko, ex ginnasta russo
- 23 agosto - Kobe Bryant, cestista statunitense († 2020)
- 23 agosto - Julian Casablancas, cantautore e musicista statunitense
- 23 agosto - Georgi Čilikov, allenatore di calcio e ex calciatore bulgaro
- 23 agosto - Joachim Cooder, batterista, percussionista e tastierista statunitense
- 23 agosto - Russell Downing, ex ciclista su strada e pistard britannico
- 23 agosto - Vladan Kujović, ex calciatore serbo
- 23 agosto - Aleksandr Makarov, ex calciatore russo
- 23 agosto - Francesco Martinelli, schermidore italiano
- 23 agosto - Ghenadie Olexici, ex calciatore moldavo
- 23 agosto - Andrew Rannells, attore e cantante statunitense
- 23 agosto - Morena Salvino, attrice, personaggio televisivo e ex modella italiana
- 23 agosto - Ṙomik Xačatryan, ex calciatore armeno
- 23 agosto - Jeanne You, pianista sudcoreana
- 24 agosto - Francesco Allegretti, conduttore radiofonico italiano
- 24 agosto - Yves Allegro, allenatore di tennis e ex tennista svizzero
- 24 agosto - Mariano Barba, batterista italiano
- 24 agosto - Moisés Candelario, ex calciatore ecuadoriano
- 24 agosto - Andrea Cattani, allenatore di pallacanestro e ex cestista italiano
- 24 agosto - José Antonio Hermida, mountain biker e ciclocrossista spagnolo
- 24 agosto - Alex Lutz, attore, comico e regista francese
- 24 agosto - Karim Malpica, ex cestista messicano
- 24 agosto - Lydie Massard, politica francese
- 24 agosto - Derek Morris, ex hockeista su ghiaccio canadese
- 24 agosto - Barry Nicholson, allenatore di calcio e ex calciatore scozzese
- 24 agosto - James Obiorah, ex calciatore nigeriano
- 24 agosto - Beth Riesgraf, attrice statunitense
- 24 agosto - Faisal Sido El-Agab, ex calciatore sudanese
- 24 agosto - Francisco Trinaldo, artista marziale misto brasiliano
- 25 agosto - Antoine Bauza, autore di giochi francese
- 25 agosto - Steve Chen, imprenditore e informatico taiwanese
- 25 agosto - Christian Maicon Hening, ex calciatore brasiliano
- 25 agosto - Sylvie Jacob, attrice e doppiatrice francese
- 25 agosto - Isaac López Pérez, ex cestista spagnolo
- 25 agosto - Kel Mitchell, attore statunitense
- 25 agosto - Antti Nikkilä, ex cestista finlandese
- 25 agosto - Sérgio Nogueira, ex pallavolista brasiliano
- 25 agosto - Cristian Oviedo, allenatore di calcio e ex calciatore costaricano
- 26 agosto - Eva Baltasar, poetessa e scrittrice spagnola
- 26 agosto - Marco Bautista, ex calciatore cileno
- 26 agosto - David Cañas, ex calciatore spagnolo
- 26 agosto - Hestrie Cloete, ex altista sudafricana
- 26 agosto - Sveinung Fjeldstad, ex calciatore norvegese
- 26 agosto - Frank, conduttore radiofonico, scrittore e disc jockey italiano
- 26 agosto - Pablo Guiñazú, ex calciatore argentino
- 26 agosto - Claudia Mannino, politica italiana
- 26 agosto - Luca Ottolino, ex bobbista italiano
- 26 agosto - Rodrigo Saraz, ex calciatore colombiano
- 26 agosto - Amanda Schull, attrice e ballerina statunitense
- 26 agosto - Knut Sirevåg, ex calciatore norvegese
- 27 agosto - Zeferino Paulo Borges, ex calciatore portoghese
- 27 agosto - Gianpaolo Gambi, attore, comico e conduttore televisivo italiano
- 27 agosto - Sebastian Haseney, ex combinatista nordico tedesco
- 27 agosto - Suranne Jones, attrice e produttrice televisiva britannica
- 27 agosto - Bobbi Sue Luther, attrice e modella statunitense
- 27 agosto - Iñaki Martín, allenatore di pallacanestro spagnolo
- 27 agosto - Tairong Poodee, giocatore di calcio a 5 tailandese
- 27 agosto - Rosella Postorino, scrittrice italiana
- 27 agosto - Franck Queudrue, ex calciatore francese
- 27 agosto - Veronica Vernocchi, artista marziale italiana
- 28 agosto - Bülent Akın, allenatore di calcio, dirigente sportivo e ex calciatore turco
- 28 agosto - Kalidou Cissokho, ex calciatore senegalese
- 28 agosto - Pablo Echenique, fisico e politico argentino
- 28 agosto - Mirko Englich, lottatore tedesco
- 28 agosto - Feng Kai, ex pattinatore di short track cinese
- 28 agosto - Luca Ferro, allenatore di calcio e ex calciatore italiano
- 28 agosto - Darren Kelly, ex cestista statunitense
- 28 agosto - Jess Margera, batterista statunitense
- 28 agosto - Steve Mesler, bobbista statunitense
- 28 agosto - Kelly Overton, attrice, regista e sceneggiatrice statunitense
- 28 agosto - Pablo Parés, regista cinematografico, sceneggiatore e attore argentino
- 28 agosto - Ricky Reyes, wrestler statunitense
- 28 agosto - Grzegorz Sudoł, marciatore polacco
- 29 agosto - Déborah Anthonioz, ex snowboarder francese
- 29 agosto - Volkan Arslan, allenatore di calcio e ex calciatore turco
- 29 agosto - Celestine Babayaro, ex calciatore nigeriano
- 29 agosto - Helen Darling, ex cestista e allenatrice di pallacanestro statunitense
- 29 agosto - Yves Deroff, ex calciatore francese
- 29 agosto - Beth Dover, attrice statunitense
- 29 agosto - Adam Drury, ex calciatore inglese
- 29 agosto - Jérémie Elkaïm, attore francese
- 29 agosto - Sebastiano Grasso, carabiniere italiano
- 29 agosto - Romina Lamas, pallavolista argentina
- 29 agosto - Paul Nagle, copilota di rally irlandese
- 29 agosto - Timo Rost, allenatore di calcio e ex calciatore tedesco
- 29 agosto - Stacey Thomas, ex cestista statunitense
- 29 agosto - Atsuko Watanabe, ex cestista giapponese
- 30 agosto - Cherie DeVille, attrice pornografica statunitense
- 30 agosto - Marie Denarnaud, attrice francese
- 30 agosto - Serkan Erdoğan, allenatore di pallacanestro e ex cestista turco
- 30 agosto - Gustavo Figueroa, ex calciatore ecuadoriano
- 30 agosto - Günther Hell, allenatore di hockey su ghiaccio e ex hockeista su ghiaccio italiano
- 30 agosto - Fərrux İsmayılov, ex calciatore azero
- 30 agosto - Cliff Lee, ex giocatore di baseball statunitense
- 30 agosto - Carlotta Lo Greco, attrice italiana
- 30 agosto - Taufa Neuffer, ex calciatore francese
- 30 agosto - Richard O'Connor, ex calciatore anguillano
- 30 agosto - Maksim Shatskix, allenatore di calcio e ex calciatore uzbeko
- 30 agosto - Rosa Silverio, poetessa, scrittrice e giornalista dominicana
- 30 agosto - Craig Smith, rugbista a 15 scozzese
- 30 agosto - Svetoslav Todorov, allenatore di calcio e ex calciatore bulgaro
- 30 agosto - Leonel Vielma, ex calciatore venezuelano
- 30 agosto - Adalto, ex calciatore brasiliano
- 31 agosto - Regiane Alves, attrice televisiva e attrice cinematografica brasiliana
- 31 agosto - Philippe Christanval, ex calciatore francese
- 31 agosto - Edoardo De Angelis, regista, sceneggiatore e produttore cinematografico italiano
- 31 agosto - Mike Erwin, attore e doppiatore statunitense
- 31 agosto - Awa Guèye, ex cestista senegalese
- 31 agosto - Hoda Lattaf, ex calciatrice francese
- 31 agosto - Natassia Dreams, attrice pornografica statunitense
- 31 agosto - Duncan Ochieng, calciatore keniota
- 31 agosto - Aleksandar Ranković, allenatore di calcio e ex calciatore serbo
- 31 agosto - Matteo Rubbiani, astista italiano
- 31 agosto - Sandis Valters, ex cestista lettone